# Matrimonio clerical

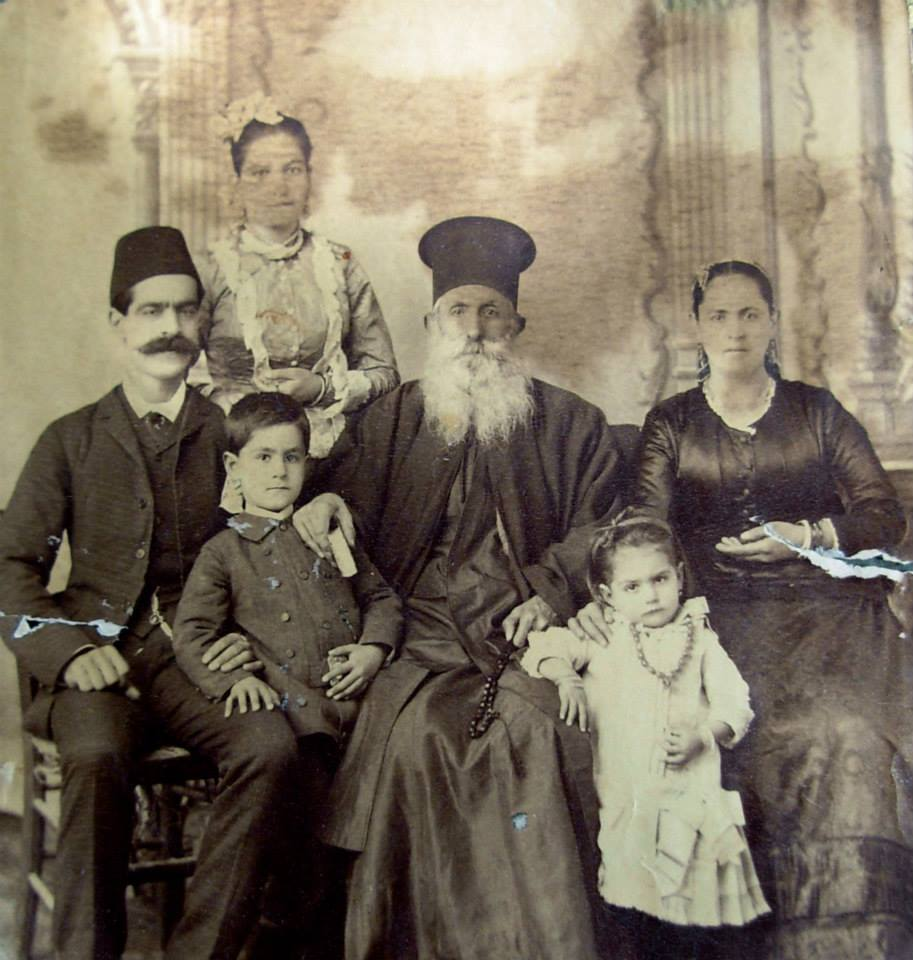
Sacerdote casado ortodoxo de Jerusalén con su familia (tres generaciones), c. 1893.

Un matrimonio clerical es la práctica de permitir que los miembros del clero cristiano (aquellos que ya han sido ordenados) se casen. 
Esta práctica es distinta de permitir que las personas casadas se conviertan en clérigos. El matrimonio clerical se admite entre los protestantes, incluidos tanto los anglicanos como los luteranos. Algunos clérigos protestantes y sus hijos han desempeñado un papel esencial en la literatura, la filosofía, la ciencia y la educación en la Europa moderna.
Muchas iglesias orientales (Iglesia asiria del Oriente, iglesias ortodoxas orientales o iglesias católicas orientales), aunque permiten la ordenación de hombres casados, no permiten el matrimonio clerical después de la ordenación: sus párrocos, a menudo están casados, pero deben casarse antes de ser ordenados sacerdotes. Dentro de la cristiandad oriental, los hijos de los sacerdotes frecuentemente se convertían en sacerdotes y se casaban dentro de su grupo social, estableciendo una casta hereditaria muy unida entre algunas comunidades cristianas orientales.
La Iglesia católica prohíbe el matrimonio clerical a partir del I Concilio de Letrán (siglo XII). La Iglesia católica latina requiere el celibato clerical para el sacerdocio en muchos casos, pero como la mayoría de las iglesias católicas orientales, no requieren el celibato clerical para el sacerdocio, aunque se requiere para ser obispo.

## Historia

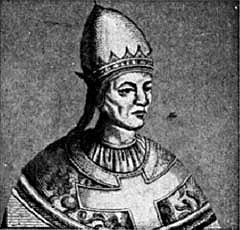
Papa Gregorio VII, impulsor de la llamada reforma gregoriana.

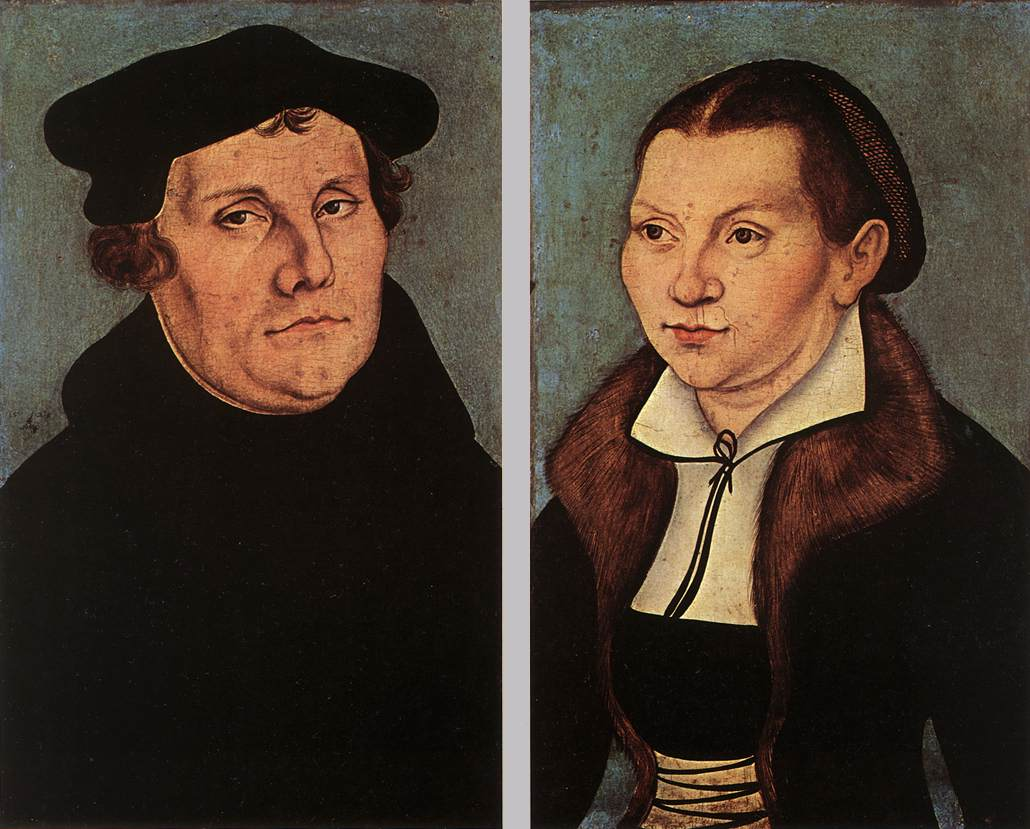
Reforma matrimonial: el clérigo Martín Lutero se casó con Katharina von Bora en 1525.

Uno de los borradores finales de los Seis artículos (1539), que reafirma el celibato clerical en Inglaterra.

No existen dudas de que algunos de los apóstoles estaban casados o habían estado casados: en el relato de Mateo 8:14, Marcos 1:29–34, Lucas 4:38–41 se menciona a una suegra del apóstol Pedro del comienzo del ministerio de Jesús y considerado el primer papa. Según la tradición y las Escrituras, estaba casado con Porfirea, mujer de Galilea.
En 1 Timoteo 3:2 dice: 'un obispo (griego ἐπίσκοπος) debe ser irreprochable, marido de una sola mujer, sensato, sobrio, respetable, hospitalario, capaz de enseñar'. Esto ha sido interpretado de varias maneras, incluyendo que al obispo no se le permitía volver a casarse aunque su esposa muriera.
El historiador protestante Philip Schaff (1819-1893) evidencia la opinión de que se esperaba la continencia del clero en la Iglesia primitiva, señalando que todos los matrimonios contraídos por clérigos en órdenes sagradas fueron declarados nulos y sin valor en el año 530 por el emperador romano Justiniano I, que también declaró ilegítimos a los hijos de esos matrimonios.
Schaff también señala que 'En los siglos V y VI, la ley del celibato fue observada por todas las iglesias de Occidente, gracias a los concilios y a los papas. En el siglo VII y hasta finales del siglo X, de hecho, la ley del celibato se observaba poco en una gran parte de la iglesia occidental, pero como cuestión de derecho, los romanos pontífices y los concilios fueron constantes en la proclamación de su obligación'. 
Esto también es confirmado por otros: 'A pesar de seiscientos años de decretos, cánones y penas cada vez más severas, el clero latino todavía hizo, más o menos ilegalmente, lo que la ley animaba a sus homólogos griegos a hacer: vivían con sus esposas y criaban hijos. En la práctica, la ordenación no era un impedimento para el matrimonio; por lo que, algunos sacerdotes se casaban, incluso después de la ordenación'. 'Se afirma que el siglo X fue el punto culminante del matrimonio clerical en la comunión latina. La mayoría de los sacerdotes rurales estaban casados y muchos clérigos y obispos urbanos tenían esposas e hijos'.
Desde muy temprano en la historia de la Iglesia, el matrimonio fue visto como un competidor frente a la actividad eclesial. Fue la reforma gregoriana la que fijó el celibato de los sacerdotes, aprobándose definitivamente su obligatoriedad y la prohibición del matrimonio clerical con el I Concilio de Letrán de 1123 (cánones 3 y 21) y confirmado poco después en el II Concilio de Letrán de 1139. La Iglesia romana declaró que las órdenes sagradas no eran meramente un impedimento canónico prohibido sino un dirimente matrimonial, por lo que, invalidaba y no meramente prohibía el matrimonio entre sacerdotes.
De hecho, fue abolido porque podía conducir al nicolaísmo, pero también por otras razones que sin duda fueron más importantes en la elección de las autoridades católicas. El sacerdote es ante todo un hombre supuestamente consagrado a Dios en una verdadera relación de amor, a veces íntima, sustituyéndose a sí mismo exclusivamente por el amor 'humano', pero también propietario, poseedor de los bienes eclesiásticos. El matrimonio, en su caso, podía provocar la pérdida de bienes eclesiásticos por herencia en beneficio de los descendientes de los clérigos.
El matrimonio impone a los sacerdotes un doble deber sacerdotal que a menudo se interpreta hoy en día como contradictorio con su función espiritual. En la vida sacramental, el sacerdocio es un sacramento diferente al del matrimonio en sus motivaciones y puede traer satisfacción y bienestar del mismo modo, según los defensores de la obligación del celibato de los sacerdotes, que es la posición oficial de las altas instancias de la jerarquía católica.
Existen ejemplos contemporáneos o antiguos de incumplimiento de esta obligación, como por ejemplo, los obispos san Queremón de Nilópolis, san Hilario de Poitiers o Gregorio de Nacianzo el Viejo, que se casará después de haberle nombrado obispo, y será el padre de Gregorio Nacianceno, doctor de la Iglesia y lo ordenará sacerdote. En el siglo IV, estaban casados y eran padres de familia, mientras asumían su cargo.
El gran cisma de Oriente y Occidente entre la Iglesia de Roma y las cuatro sedes apostólicas de la comunión ortodoxa (Constantinopla, Alejandría, Antioquía y Jerusalén) tuvo lugar en el año 1054. Sin embargo, la mayoría de los sacerdotes de la Iglesia Romana en ese tiempo estaban casados, por lo que, cuando algunas iglesias que seguían ritos y tradiciones occidentales regresaron a la comunión con las iglesias ortodoxas a partir del siglo XX, se restauró su derecho a tener clérigos casados, siempre que estuvieran casados antes de su ordenación.
La práctica del matrimonio clerical fue iniciada en Occidente por los seguidores de Martín Lutero, quien él mismo, antiguo sacerdote y monje, se casó con Katharina von Bora, exmonja, en 1525. Desde el comienzo de la reforma protestante, los pastores podían casarse según el principio del sacerdocio universal que quiere que los pastores sean individuos como los demás.
El Concilio de Trento, inaugurado poco después de la reforma protestante, confirmó el celibato entre los católicos.
En la Iglesia de Inglaterra, la tradición católica del celibato clerical continuó después de la ruptura con Roma. Bajo el rey Enrique VIII, los Seis artículos prohibían el matrimonio del clero y así continuó hasta la aprobación, bajo Eduardo VI, de la Ley de matrimonio del clero de 1548, que abrió el camino para que los sacerdotes anglicanos se casaran.
Existen dispensas para expastores protestantes que se han convertido en sacerdotes católicos y ejemplos de ordenación de sacerdotes casados. También se registran casos de revocación por concubinato.